# Bülow (bei Crivitz)
Bülow ist eine Gemeinde im Osten des Landkreises Ludwigslust-Parchim in Mecklenburg-Vorpommern (Deutschland). Sie wird vom Amt Crivitz mit Sitz in der gleichnamigen Stadt verwaltet.

## Geografie und Verkehr
Die Gemeinde liegt nördlich der Bundesstraße 321. Die Bundesautobahn 14 (ca. 19 km) ist über die Anschlussstelle Schwerin-Ost erreichbar. Bülow befindet sich etwa acht Kilometer nordöstlich von Crivitz. Die Warnow durchfließt das Gemeindegebiet. Im westlichen Teil befindet sich das Waldgebiet Barniner Tannen. Hier liegen mit knapp 70 m ü. NHN auch die höchsten Erhebungen.
Ortsteile der Gemeinde sind Bülow, Prestin, Runow und Ausbau Speuß.

## Geschichte

### Bülow
Bülow wurde im Jahr 1262 erstmals als Bulowe urkundlich erwähnt, als Johann von Mecklenburg dem Closter Dobertin vorlassen oder verlehnet. zwei hufen am Dorffe Bulowe, welche Hinricus von Rostede besessen hat. 1364 wurde Bülow mit Henning von Pressentin genannt up die mollen tho Bulow, vortmer schal Henningk beholden hat drudden deil des dikes to Bulow …
Der Ortsname könnte sich vom altslawischen Wort bul dem Lokator des Ortes als Ort des Bul oder Bula ableiten. Möglich ist aber auch die Herleitung von býl für Unkraut oder Strauch.
Das Gut Bülow wurde vom Geschlecht derer von Barner um 1573 durch Kauf und Tausch erworben und bei den von Barner bis 1945 fortgeerbt.

### Runow
Runow gehörte ursprünglich den von Pressentin.
Herzog Johann von Mecklenburg verlieh 1353 den Brüdern Hennkino und Eghardo von Runow das Dorf Runow Runow villa, wie es Engelke von Pressentin besessen hatte.
Runow ist ein altes Bauerndorf, aber kein Gutsdorf wie Bülow und Prestin. Es gehörte zur Kirchgemeinde Prestin und hatte eine kleine Filialkapelle. Im 17. Jahrhundert wurde sie wegen Baufälligkeit abgebrochen. Nach Aufzeichnungen des Prestiner Pastors Heinrich Rumbheld gab es nach dem Dreißigjährigen Krieg in Runow von den acht Bauerngehöften  nur noch vier lebendige Runower. Um 1900 hatten sich in Runow acht Büdnereien mit Kleinstbauern und fünfzehn Häuslereien, die einen Stallteil besaßen,  angesiedelt. Durch den Ankauf und die Regulierung der ritterschaftlichen Güter Prestin, Wendorf mit Sparow und Buerbeck durch die Deutsche Ansiedlungsgesellschaft vergrößerte sich Runow. So wurde 1909 die sogenannte Speuß aus der Feldmark Prestin mit der alten Schäferei des Gutes Prestin der Dorfschaft Runow angegliedert.

## Politik

### Gemeindevertretung und Bürgermeister
Der Gemeinderat besteht (inkl. Bürgermeister) aus sechs Mitgliedern. Die Wahl zum Gemeinderat am 26. Mai 2019 hatte folgende Ergebnisse:
| Partei/Bewerber        | Prozent | Sitze |
| ---------------------- | ------- | ----- |
| Wählergemeinschaft IfB | 76,7    | 5     |
| SPD                    | 23,3    | 1     |

Bürgermeister der Gemeinde ist Klaus Aurich, er wurde mit 66,5 % der Stimmen gewählt.

### Wappen, Flagge, Dienstsiegel
Die Gemeinde verfügt über kein amtlich genehmigtes Hoheitszeichen, weder Wappen noch Flagge. Als Dienstsiegel wird das kleine Landessiegel mit dem Wappenbild des Landesteils Mecklenburg geführt. Es zeigt einen hersehenden Stierkopf mit abgerissenem Halsfell und Krone und der Umschrift „• GEMEINDE BÜLOW • LANDKREIS LUDWIGSLUST-PARCHIM“.

## Sehenswürdigkeiten
- Das barocke zweigeschossige Bülower Herrenhaus ließ Magnus Friedrich III. von Barner von 1742 bis 1746 in die Gestalt eines Schlosses versetzen. Im 19. Jahrhundert erfolgte ein weiterer Umbau. Im oberen Mittelrisalit befindet sich das Allianzwappen der Familien von Barner und von Maltzahn. Der Festsaal im ersten Obergeschoss stammt noch aus dieser Zeit.
- Der nach französischem Muster angelegte Park wurde Ende des 18. Jahrhunderts durch einen englischen Gartenarchitekten neu gestaltet.
- Runower Moor
- Dorfkirche Prestin mit der Grabkapelle der Pressentins
- Dorfkirche Bülow

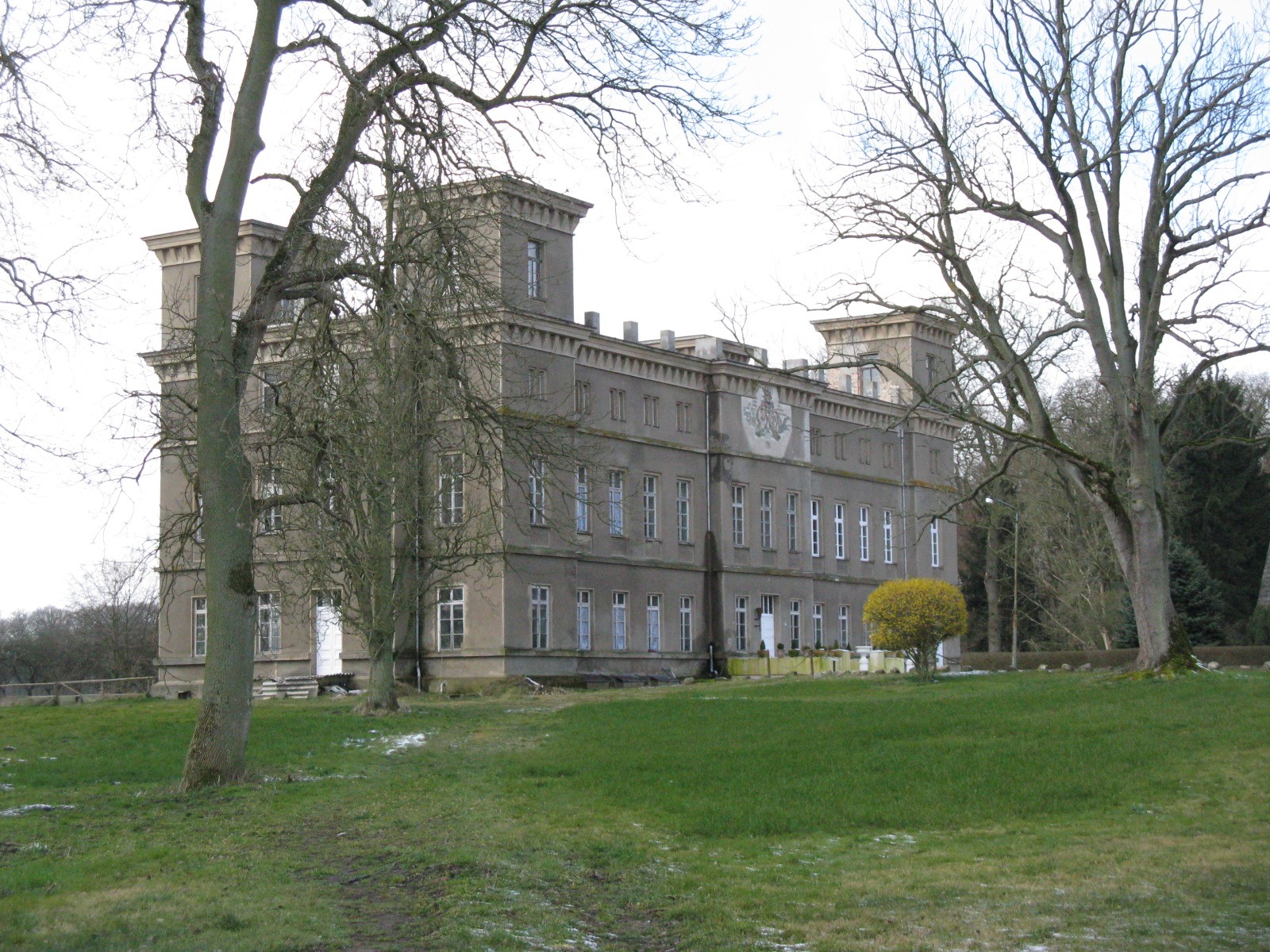
Herrenhaus Bülow
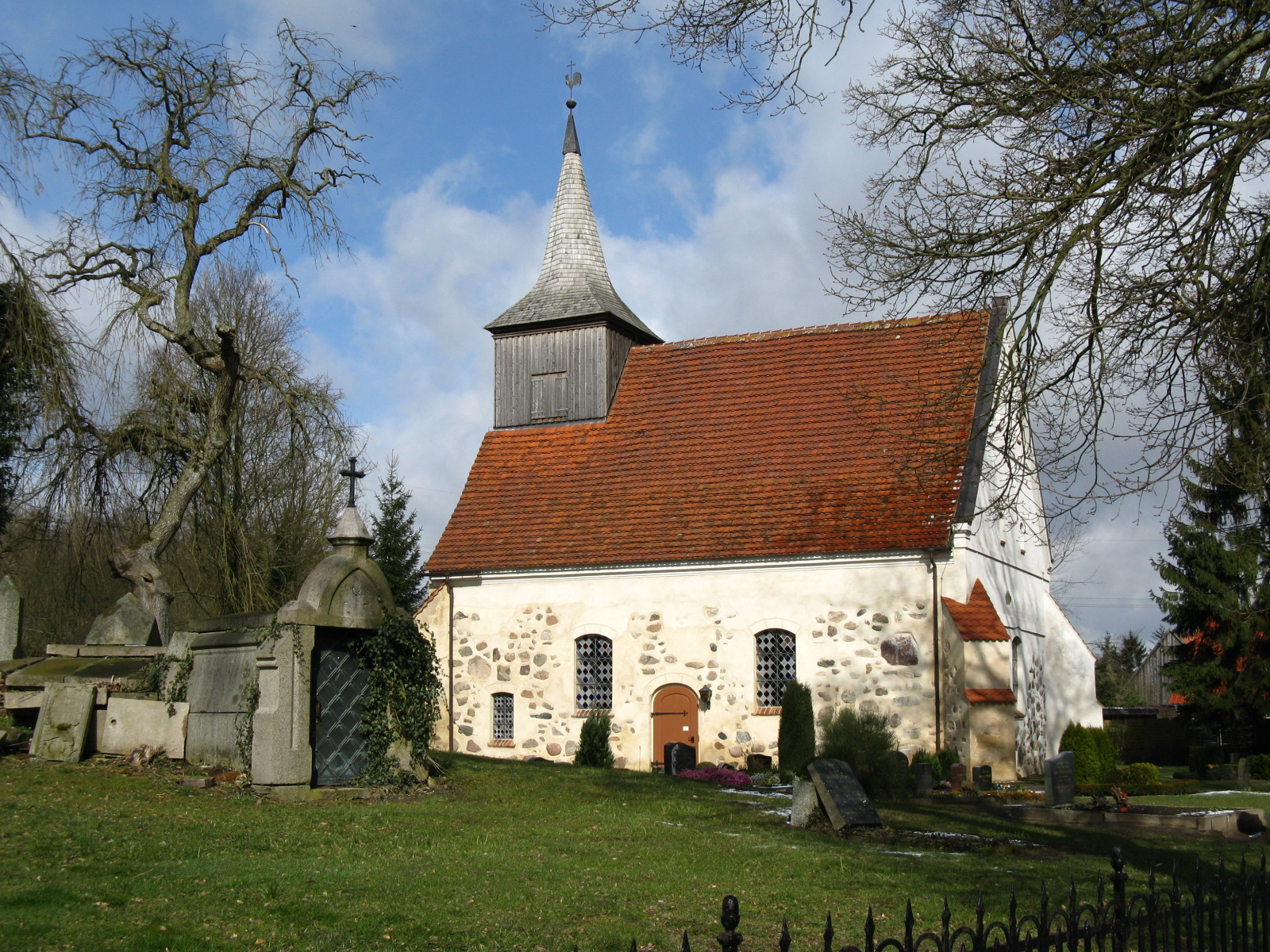
Dorfkirche Bülow
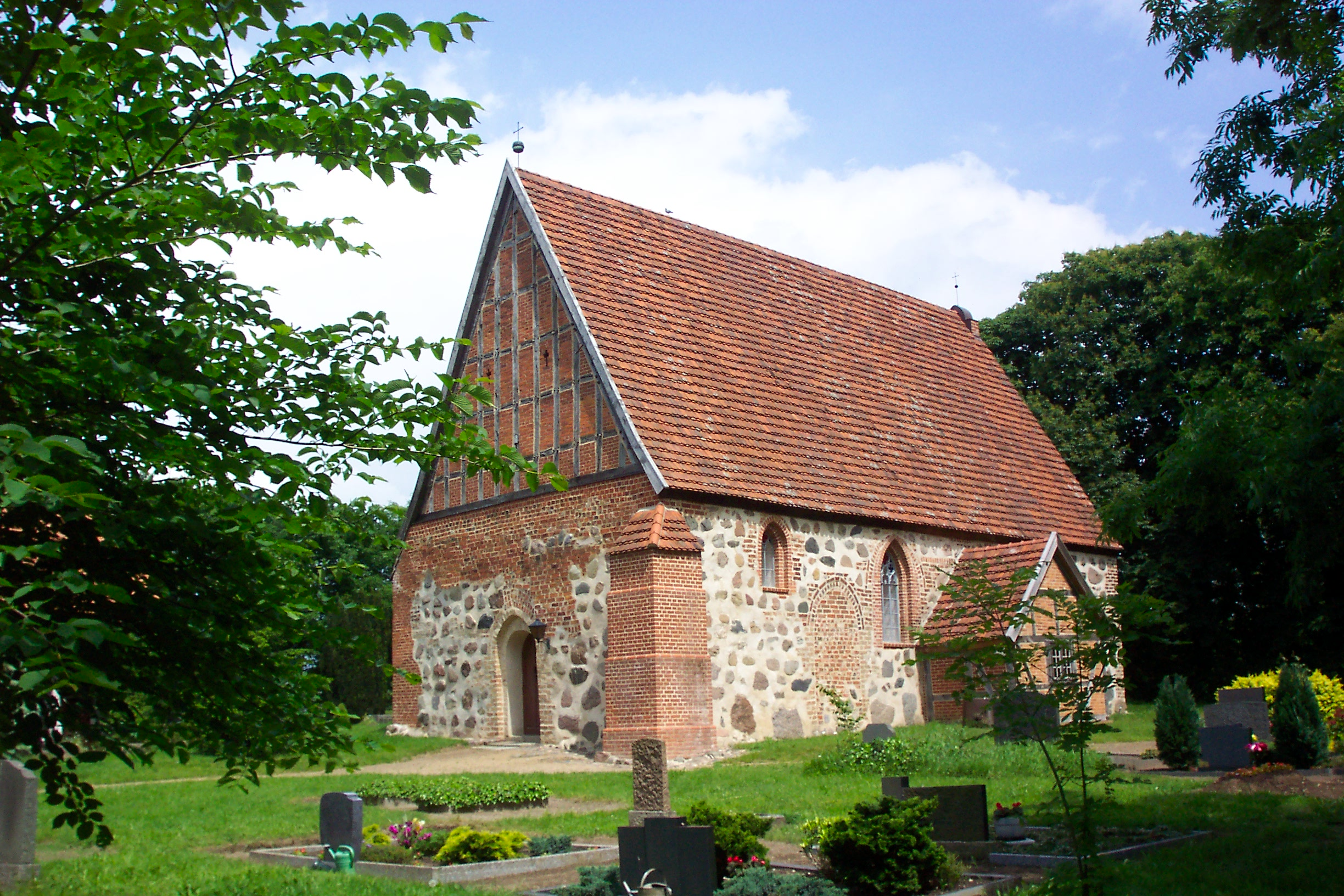
Dorfkirche Prestin

### Gedruckte Quellen
- Mecklenburgisches Urkundenbuch (MUB)